# Léonide Ossyka
Léonide Ossyka (em ucraniano:  Леоні́д Миха́йлович Оси́ка, 8 de março de 1940 - 16 de setembro de 2001) é um director soviético e ucraniano. Em 1990-1993, foi secretário do Sindicato dos Cineastas da Ucrânia.

## Estilo
Ossyka foi um grande utilizador da linguagem poética. Fez parte, ao lado de Ivan Dratch, Youri Illienko e Tenguiz Abouladzé, da escola de Kiev, também chamada de "escola pictórica".